# Marinho Martins Mocana
Marinho Martins Mocana, genannt Paíto (* 5. Juli 1982 in Maputo) ist ein ehemaliger mosambikanischer Fußballspieler, der auch die portugiesische Staatsbürgerschaft besitzt. Der Nationalspieler Mosambiks wurde meist als linker Verteidiger eingesetzt. Er bestritt insgesamt 217 Spiele in der portugiesischen Primeira Liga, der Schweizer Super League, der rumänischen Liga 1 und der griechischen Super League. Im Jahr 2009 gewann er mit dem FC Sion den Schweizer Cup.

## Karriere
Paito begann seine Profikarriere in der Saison 2003/04, als er im Trikot von Sporting Lissabon debütierte. Für diesen Club spielte Paito insgesamt zweieinhalb Jahre, bevor er im Sommer zu Vitória Guimarães wechselte. Dort verweilte er allerdings nur ein halbes Jahr auf Wechselbasis. Zu Beginn der Saison 2006/07 verpflichtete ihn der UEFA-Cup-Teilnehmer Sporting Braga.
Im Sommer 2007 wurde Paito vom Schweizer Super-League-Vertreter FC Sion verpflichtet. Sein Vertrag lief bis zum 30. Juni 2010. Zur Saison 2010/11 wechselte der Verteidiger innerhalb der Super League zu Neuchâtel Xamax. Sein dortiger Vertrag verlor im Januar 2012 seine Gültigkeit, nachdem Xamax zunächst die Lizenz entzogen worden war und der Klub wenig später Konkurs anmeldete. Daraufhin schloss er sich dem rumänischen Erstligisten FC Vaslui an. Ab Sommer 2012 war er ein halbes Jahr ohne Verein, ehe ihn Anfang 2013 der griechische Erstligist Skoda Xanthi unter Vertrag nahm. Mit Xanthi verpasste er in der Saison 2012/13 in einem Entscheidungsspiel die Qualifikation zur Europa League. In der darauf folgenden Spielzeit sicherte er mit seinem Team erst in der Relegation den Klassenverbleib. Im Sommer 2014 wurde sein Vertrag nicht verlängert und er war eineinhalb Jahre ohne Engagement. Im Jahr 2016 spielte er für CD Maxaquene in seinem Heimatland. Anschließend beendete er seine Karriere.
Er war außerdem Nationalspieler Mosambiks und bestritt bereits 38 Länderspiele.

## Erfolge
- Schweizer Cupsieger: 2009